# ネオリアリズム (競走馬)
ネオリアリズム（英：Neorealism　香：新寫實派）は、日本中央競馬会 (JRA) に登録されていた競走馬。
主な勝ち鞍は2016年の札幌記念、2017年の中山記念、クイーンエリザベス2世カップ。馬名の由来は父・ネオユニヴァースと母・トキオリアリティーの馬名から連想し、英語で「新現実主義」を意味する「ネオリアリズム（英:Neo Realism）」より。大舞台での活躍が現実（リアル）になるようにとの願いが込められている。

## 経歴

### 3歳
2014年2月10日、東京競馬場の新馬戦でデビューを予定していたが発熱により取り消し、2週スライドし2月24日の新馬戦（東京芝1800m）でデビューする。初戦は勝ち馬から2.1秒差の13着と惨敗した。2戦目の未勝利戦は一転、2着と好走すると続く未勝利戦で先行すると逃げるレッドレギオンを半馬身差し切って初勝利を挙げる。昇級戦、夏木立賞も逃げるホルボッシュを交わすと2馬身差をつけ連勝を飾る。その後は休養し秋に復帰する予定だったが、トモに不安が残るため、秋に再び放牧に出された。

### 4歳
4歳になり、9か月ぶりの実戦となった調布特別はタイム差なしの4着に入る。続く館山特別は1.9倍と圧倒的支持を受けたが4着に敗れた。4か月の休み明け、降級初戦となった500万下を3馬身差をつけ快勝、3勝目を挙げると続く日高特別は1.6倍の人気に応え好位から抜け出し連勝、準オープンに昇級した。昇級初戦、甲斐路ステークスは6着に敗れたが、続くウェルカムステークスは後方から追い込んで2着イサベルに1馬身差をつけ1着。5勝目を挙げた。

### 5歳
5歳になり、初重賞挑戦となった中山金杯は7着に敗れた。次走、小倉大賞典は3コーナーで動いていく競馬で3着と好走する。春は出走せず、5か月ぶりとなった函館記念は6着に終わった。マイル王者モーリスが参戦してきた札幌記念ではクリストフ・ルメールの絶妙な逃げでモーリスに2馬身差をつけ初重賞制覇を果たす。続くマイルチャンピオンシップも勝ったミッキーアイルにしぶとく食い下がり3着と健闘し、年末は香港マイルに参戦、9着に敗れ当シーズンを締めくくった。

### 6歳
初戦の中山記念は好位の3番手追走から最後の直線で前にいたロゴタイプを交わすと、懸命に追い上げてきたサクラアンプルールに3/4馬身差つけて重賞2勝目を挙げる。2度目の香港遠征となった4月30日のクイーンエリザベス2世カップにジョアン・モレイラとのコンビで出走。中団からレースを進めると、3コーナー手前で逃げるザユナイテッドステイツをかわして先頭に立つと直線では外から追いすがるパキスタンスター、ワーザーの追撃を退けG1競走初制覇を飾った。帰国後、半年ぶりの実戦となった10月29日の天皇賞（秋）では不良馬場が響いて13着と大敗したが、次走の香港カップでは好位につけタイムワープに離されワーザーに交わされたものの3着と好走した。

### 7歳
ドバイに遠征し、3月31日のドバイターフでは8着。帰国後、8月の札幌記念に出走したが14着に終わる。その後、12月26日付でJRA競走馬登録を抹消した。引退後はオーストラリアクイーンズランド州ウンビラムのオークランズスタッドで種牡馬となる。

## 種牡馬時代
2019年からオーストラリアクイーンズランド州のオークランズスタッドで種牡馬として繋養生活を送っている。初年度種付け料は9900豪ドル（約75万円）。
2024年からは中華人民共和国で種牡馬生活を送っている。

## 競走成績
| 競走日     | 競馬場   | 競走名       | 格       | 距離（馬場）  | 頭 数 | 枠 番 | 馬 番 | オッズ （人気） | 着順 | タイム （上り3F） | 着差  | 騎手         | 斤量 [kg] | 1着馬（2着馬）         |
| ---------- | -------- | ------------ | -------- | ------------- | ----- | ----- | ----- | --------------- | ---- | ----------------- | ----- | ------------ | --------- | ---------------------- |
| 2014.02.10 | 東京     | 3歳新馬      |          | 芝1600m（稍） | 15    | 2     | 4     |                 | 取消 |                   |       | F.ベリー     | 56kg      | シングンジョーカー     |
| 0000.02.24 | 東京     | 3歳新馬      |          | 芝1800m（良） | 16    | 1     | 1     | 003.30（2人）   | 13着 | R1:55.5（35.1）   | -2.1  | 戸崎圭太     | 56kg      | レッドソレイユ         |
| 0000.04.06 | 中山     | 3歳未勝利    |          | 芝2000m（稍） | 18    | 7     | 14    | 008.60（3人）   | 02着 | R2:03.1（37.0）   | -0.0  | 津村明秀     | 56kg      | レッドグルック         |
| 0000.04.27 | 東京     | 3歳未勝利    |          | 芝2000m（良） | 18    | 4     | 8     | 002.00（1人）   | 01着 | R2:03.0（34.3）   | -0.1  | 戸崎圭太     | 56kg      | （レッドレギオン）     |
| 0000.05.17 | 東京     | 夏木立賞     | 500万下  | 芝2000m（良） | 12    | 6     | 8     | 004.00（2人）   | 01着 | R2:00.4（33.8）   | -0.3  | 戸崎圭太     | 56kg      | （ホルボッシュ）       |
| 2015.02.21 | 東京     | 調布特別     | 1000万下 | 芝2000m（良） | 14    | 8     | 13    | 005.30（2人）   | 04着 | R2:00.8（34.6）   | -0.0  | 戸崎圭太     | 56kg      | フェスティヴイェル     |
| 0000.03.14 | 中山     | 館山特別     | 1000万下 | 芝2000m（良） | 8     | 4     | 4     | 001.90（1人）   | 04着 | R2:01.5（36.1）   | -0.6  | 戸崎圭太     | 57kg      | ロードエフォール       |
| 0000.08.02 | 札幌     | 3歳上500万下 |          | 芝1800m（良） | 11    | 5     | 5     | 002.80（2人）   | 01着 | R1:46.5（33.5）   | -0.5  | C.ルメール   | 57kg      | （ヒルノマテーラ）     |
| 0000.09.05 | 札幌     | 日高特別     | 1000万下 | 芝2000m（稍） | 16    | 5     | 9     | 001.60（1人）   | 01着 | R2:02.2（36.5）   | -0.2  | C.ルメール   | 57kg      | （マイネグレヴィル）   |
| 0000.10.25 | 東京     | 甲斐路S      | 1600万下 | 芝1800m（良） | 11    | 2     | 2     | 002.40（1人）   | 06着 | R1:47.7（33.5）   | -0.4  | C.デムーロ   | 57kg      | シュンドルボン         |
| 0000.11.29 | 東京     | ウェルカムS  | 1600万下 | 芝1800m（良） | 13    | 8     | 13    | 006.20（4人）   | 01着 | R1:46.4（33.3）   | -0.2  | R.ムーア     | 57kg      | （イサベル）           |
| 2016.01.05 | 中山     | 中山金杯     | GIII     | 芝2000m（良） | 13    | 3     | 4     | 006.70（4人）   | 07着 | R2:01.7（33.5）   | -0.5  | 戸崎圭太     | 55kg      | ヤマカツエース         |
| 0000.02.21 | 小倉     | 小倉大賞典   | GIII     | 芝1800m（良） | 16    | 6     | 11    | 008.50（5人）   | 03着 | R1:46.8（35.0）   | -0.1  | 岩田康誠     | 55kg      | アルバートドック       |
| 0000.07.17 | 函館     | 函館記念     | GIII     | 芝2000m（稍） | 16    | 6     | 12    | 010.30（4人）   | 06着 | R1:59.9（35.7）   | -0.9  | K.ティータン | 56kg      | マイネルミラノ         |
| 0000.08.21 | 札幌     | 札幌記念     | GII      | 芝2000m（稍） | 16    | 7     | 13    | 017.20（5人）   | 01着 | R2:01.7（36.9）   | -0.3  | C.ルメール   | 57kg      | （モーリス）           |
| 0000.11.20 | 京都     | マイルCS     | GI       | 芝1600m（良） | 18    | 7     | 15    | 014.00（7人）   | 03着 | R1:33.2（35.6）   | -0.1  | R.ムーア     | 57kg      | ミッキーアイル         |
| 0000.12.11 | 沙田     | 香港マイル   | G1       | 芝1600m（良） | 14    | 9     | 7     | 012.00（5人）   | 09着 | R1.34.02          | -0.54 | R.ムーア     | 57kg      | Beauty Only            |
| 2017.02.26 | 中山     | 中山記念     | GII      | 芝1800m（良） | 11    | 1     | 1     | 007.10（3人）   | 01着 | R1:47.6（34.3）   | -0.1  | M.デムーロ   | 57kg      | （サクラアンプルール） |
| 0000.04.30 | 沙田     | QE2世C       | G1       | 芝2000m（良） | 8     | 6     | 5     | 004.50（3人）   | 01着 | R2.04.59          | -0.06 | J.モレイラ   | 57kg      | （Pakistan Star）      |
| 0000.10.29 | 東京     | 天皇賞（秋） | GI       | 芝2000m（不） | 18    | 2     | 3     | 016.80（8人）   | 13着 | R2:12.0（41.9）   | -3.7  | A.シュタルケ | 58kg      | キタサンブラック       |
| 0000.12.10 | 沙田     | 香港C        | G1       | 芝2000m（良） | 12    | 1     | 2     | 007.30（3人）   | 03着 | R2.02.23          | -0.60 | J.モレイラ   | 57kg      | Time Warp              |
| 2018.03.31 | メイダン | ドバイターフ | G1       | 芝1800m（良） | 15    | 2     | 2     |                 | 08着 |                   |       | J.モレイラ   | 57kg      | Benbatl                |
| 0000.08.19 | 札幌     | 札幌記念     | GII      | 芝2000m（稍） | 16    | 4     | 8     | 007.60（5人）   | 14着 | R2:02.9（39.1）   | -1.8  | J.モレイラ   | 57kg      | サングレーザー         |

## 血統表
| ネオリアリズムの血統                                    | ネオリアリズムの血統                                | ネオリアリズムの血統               | （血統表の出典）                   | （血統表の出典） |
| 父系                                                    | サンデーサイレンス系（ヘイロー系）                  | サンデーサイレンス系（ヘイロー系） | サンデーサイレンス系（ヘイロー系） | [ § 2 ]          |
| 父 ネオユニヴァース 2000 鹿毛                           | 父の父サンデーサイレンス Sunday Silence 1986 青鹿毛 | Halo                               | Hail to Reason                     | Hail to Reason   |
| 父 ネオユニヴァース 2000 鹿毛                           | 父の父サンデーサイレンス Sunday Silence 1986 青鹿毛 | Halo                               | Cosmah                             |                  |
| 父 ネオユニヴァース 2000 鹿毛                           | 父の父サンデーサイレンス Sunday Silence 1986 青鹿毛 | Wishing Well                       | Understanding                      | Understanding    |
| 父 ネオユニヴァース 2000 鹿毛                           | 父の父サンデーサイレンス Sunday Silence 1986 青鹿毛 | Wishing Well                       | Mountain Flower                    |                  |
| 父 ネオユニヴァース 2000 鹿毛                           | 父の母*ポインテッドパス Pointed Path 1984 栗毛      | Kris                               | Sharpen Up                         | Sharpen Up       |
| 父 ネオユニヴァース 2000 鹿毛                           | 父の母*ポインテッドパス Pointed Path 1984 栗毛      | Kris                               | Doubly Sure                        |                  |
| 父 ネオユニヴァース 2000 鹿毛                           | 父の母*ポインテッドパス Pointed Path 1984 栗毛      | Silken Way                         | Shantung                           | Shantung         |
| 父 ネオユニヴァース 2000 鹿毛                           | 父の母*ポインテッドパス Pointed Path 1984 栗毛      | Silken Way                         | Boulevard                          |                  |
| 母 *トキオリアリティー Tokio Reality 1994 栗毛 アメリカ | 母の父Meadow Lake 1983 栗毛 アメリカ                | Hold Your Peace                    | Speak John                         | Speak John       |
| 母 *トキオリアリティー Tokio Reality 1994 栗毛 アメリカ | 母の父Meadow Lake 1983 栗毛 アメリカ                | Hold Your Peace                    | Blue Moon                          |                  |
| 母 *トキオリアリティー Tokio Reality 1994 栗毛 アメリカ | 母の父Meadow Lake 1983 栗毛 アメリカ                | Suspicious Native                  | Raise a Native                     | Raise a Native   |
| 母 *トキオリアリティー Tokio Reality 1994 栗毛 アメリカ | 母の父Meadow Lake 1983 栗毛 アメリカ                | Suspicious Native                  | Be Suspicious                      |                  |
| 母 *トキオリアリティー Tokio Reality 1994 栗毛 アメリカ | 母の母What a Reality 1978 栗毛 アメリカ             | In Reality                         | Intentionally                      | Intentionally    |
| 母 *トキオリアリティー Tokio Reality 1994 栗毛 アメリカ | 母の母What a Reality 1978 栗毛 アメリカ             | In Reality                         | My Dear Girl                       |                  |
| 母 *トキオリアリティー Tokio Reality 1994 栗毛 アメリカ | 母の母What a Reality 1978 栗毛 アメリカ             | What Will Be                       | Crozier                            | Crozier          |
| 母 *トキオリアリティー Tokio Reality 1994 栗毛 アメリカ | 母の母What a Reality 1978 栗毛 アメリカ             | What Will Be                       | Solabar                            |                  |
| 母系(F-No.)                                             | トキオリアリティー系(FN:3-i)                        | トキオリアリティー系(FN:3-i)       | トキオリアリティー系(FN:3-i)       | [ § 3 ]          |
| 5代内の近親交配                                         | Nothirdchance 5×5=6.25%                             | Nothirdchance 5×5=6.25%            | Nothirdchance 5×5=6.25%            | [ § 4 ]          |
| 出典                                                    | 1. 2. 3. 4.                                         | 1. 2. 3. 4.                        | 1. 2. 3. 4.                        | 1. 2. 3. 4.      |

- 半兄にオーシャンステークス勝ちのアイルラヴァゲイン（父：エルコンドルパサー）、安田記念、ジョージライダーステークスを制したリアルインパクト（父：ディープインパクト）がいる。
- 半姉ウィルパワーの仔に安田記念・マイルチャンピオンシップ優勝馬インディチャンプ、シルクロードステークス優勝馬アウィルアウェイがいる。